# Épluchette de blé d'Inde

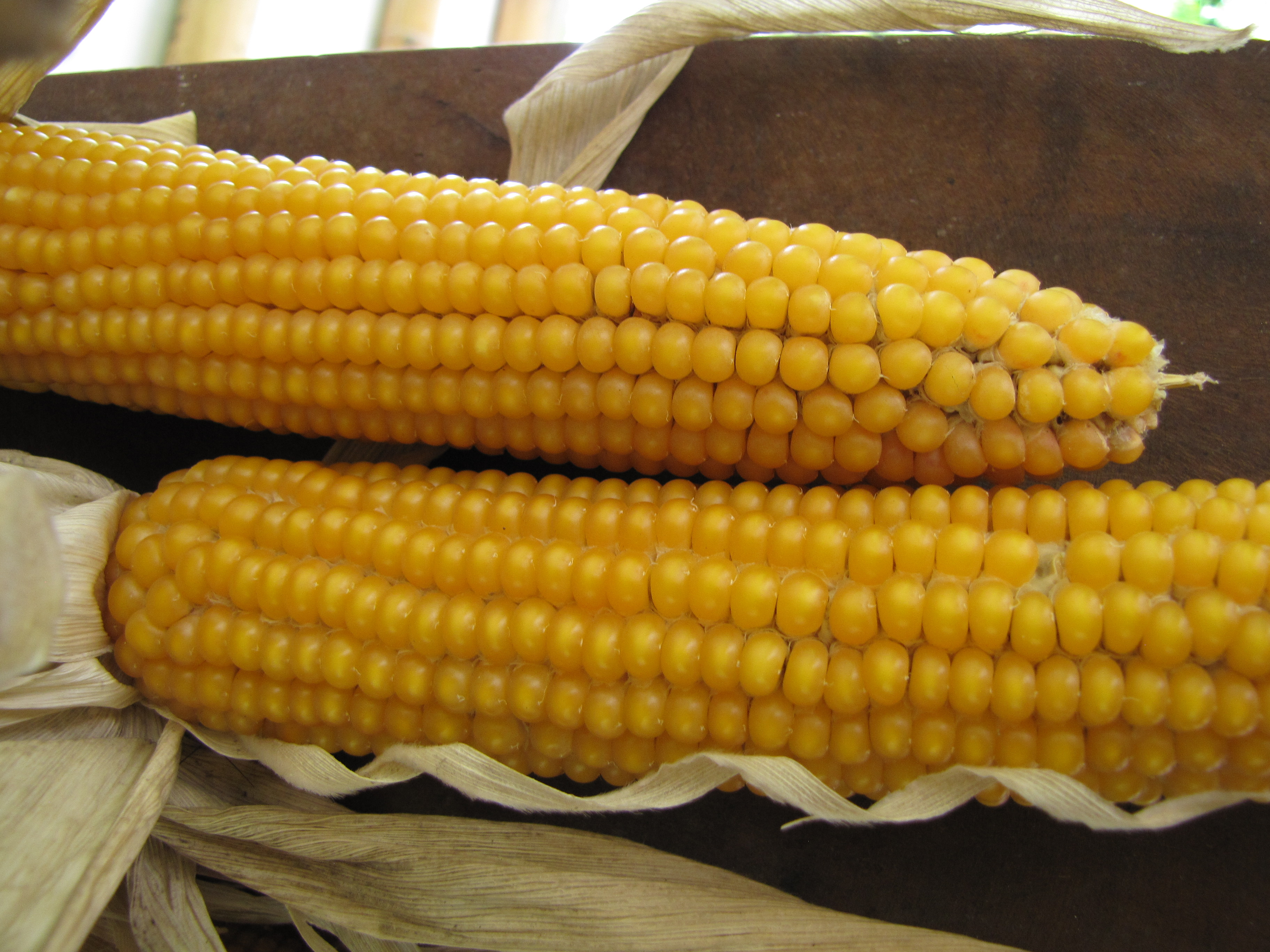
Épis de maïs (blé d'Inde).

L'épluchette de blé d'Inde (écrit parfois sans majuscule à Inde) ou épluchette est une fête traditionnelle québécoise et acadienne. Les hôtes et parfois des invités épluchent des blés d'Inde avant de les consommer pendant un rassemblement.

## Description
Cette fête se déroule en plein air et consiste à éplucher des épis de maïs doux avant de les consommer bouillis, cuits au four électrique ou cuits sur le BBQ. Ils sont généralement servis avec du beurre et du sel. D'autres condiments sont parfois offerts : poivre, jus de citron. Elle se déroule vers la fin de l'été, au mois d'août ou septembre, et annonce la fin de la saison estivale.
Cette fête est peu coûteuse et donc facile à organiser.

## Étymologie
L'expression se compose du québécois « épluchette », qui est une extension de sens provenant du verbe « éplucher » et de «  blé d'Inde », nom donné au maïs par les Européens à la suite de la confusion quand ceux-ci ont découvert l'Amérique et se croyaient en Inde.
Le mot « épluchette » s'emploie seul ou presque exclusivement dans l'expression «  épluchette de blé d'Inde ».

## Historique
Cette fête, originellement une corvée, remonterait à l'époque de la Nouvelle-France, durant laquelle le maïs était cultivé comme céréale essentielle à la subsistance des colons et avait lieu à la fin des récoltes. À la suite de l'industrialisation de l'agriculture, cet événement se transforma progressivement en activité festive rassembleuse, une sorte de fête des récoltes.
L'épluchette de blé d’Inde se popularise au fil du temps et devient en quelque sorte une excuse pour se réunir en famille ou entre amis. On peut maintenant retrouver des épluchettes mobiles 
qui offrent leurs services dans des événements majeurs et qui vont même se déplacer dans les écoles ou autres événements corporatifs.

### Le roi et la reine
Une tradition lors des épluchettes de blé d'Inde est l'élection du roi et de la reine de la soirée. Il s'agit de cacher un épi de maïs rouge et un autre bleu (ou deux rouges) durant l'effeuillage collectif, ou simplement des épis avec quelques grains rouges ou bleus. Celui et celle qui trouvent ces deux épis sont couronnés et ouvrent généralement la danse qui suit le repas. Ils peuvent également bénéficier de certains privilèges tels que des cadeaux.

## Annexe